# Keōpūolani
Titre
Reine consort d'Hawaï
1er janvier 1810 – 8 mai 1819
(9 ans, 4 mois et 7 jours)
Keōpūolani, née vers 1778 à Wailuku sur l'île de Maui (Hawaï), et morte le 16 septembre 1823 à Lahaina, sur l'île de Maui dans le royaume d'Hawaï, est une épouse du roi Kamehameha Ier et donc une reine consort d'Hawaï de 1810 et 1819. Après la mort de son époux, elle porte le titre de « reine mère » en tant que mère des rois Kamehameha II et Kamehameha III.

## Biographie

### Enfance et famille
Keōpuolani est née vers 1778 dans une région connue sous le nom de Pahoehoe de Pāpōhaku, près de l'actuel Wailuku sur l'île de Maui. Elle était connue sous le nom de Kalanikauikaʻalaneo pendant sa petite enfance. Son nom signifie "Rassemblement des Nuages du Ciel".
Son père était Kīwalaʻō, roi hawaïen de Mowee ainsi que cousin et rival de Kamehameha, alors roi d'Owyhee. Elle est ainsi la petite-fille du roi Kalaniʻōpuʻu qui a rencontré le capitaine James Cook à Kealakekua Bay.
Sa mère, Kekuiapoiwa Liliha, était la demi-sœur de Kamehameha. De ce côté, elle est donc la petite-fille du chef Keōua (père de Kamehameha).
Les parents de Keōpuolani étaient eux-mêmes des demi-frères et sœurs par leur mère, Kalola-Pupuka-Honokawahilani de Maui.
Enfant, Keōpuolani a vécu pendant un certain temps à Hana, puis est retourné dans la région de Wailuku.

### Mort de son père et mariage avec Kamehameha
Kamehameha, roi d'Owyhee, et son cousin Kīwalaʻō, roi de Mowee, ne s'apprécient guère. Élevé à la cour de son oncle Kalaniʻōpuʻu, Kamehameha accède en 1782 au trône de Owyhee à la mort de ce dernier alors que son cousin, Kīwalaʻō, pourtant fils de Kalaniʻōpuʻu, hérite lui du trône de Mowee. Lorsqu'un groupe de chefs du district de Kona propose de soutenir Kamehameha contre son cousin, ce dernier accepte avec empressement. Ce groupe de cinq chefs se composait du beau-père de Kamehameha, Keeaumoku Pāpaiahiahi, de Keawe-a-Heulu, Kameʻeiamoku et Kamanawa, tous trois apparentés au futur roi, et de Kekūhaupiʻo.
Kīwala'ō est vaincu puis tué lors de la bataille de Moku'ōhai et Kamehameha annexe le royaume de Mowee et prend le contrôle des districts de Kohala, Kona et Hamakua sur l'île d'Hawaï.
L'oncle de Keōpuolani, Keōua Kūʻahuʻula, demi-frère de Kīwala'ō, reprend la lutte contre Kamehameha en provoquant un soulèvement dans le district de Puna. Le retour de Kamehameha dans le district lui permet de mater cette rébellion. Keōua Kūʻahuʻula s'enfuit et lui et ses partisans se réfugient sur les flancs du Kīlauea où ils sont surpris par une éruption du volcan, qui tue une part importante des guerriers de Keōua. Les traces fossilisées de cette expédition, des empreintes de pas laissées par les troupes de Keōua se sont imprimées dans les cendres volcaniques, solidifiées depuis, et sont encore visibles aujourd'hui. Avec la mort de Keōua l'année suivante, Kamehameha devient le seul souverain de l'île d'Hawaï.
Après cette défaite décisive, Keōpuolani fuit avec sa grand-mère Kalola vers Oahu. Ils sont arrêtés par les forces de Kamehameha à Molokai alors que l'état de santé de la vieille Kalola. Pour négocier, Kalola offre sa petite-fille Keōpuolani comme future épouse à Kamehameha en échange de la paix. Ce dernier, polygame, accepte et épouse donc sa nièce, Keōpuolani.

### Reine d'Hawaï

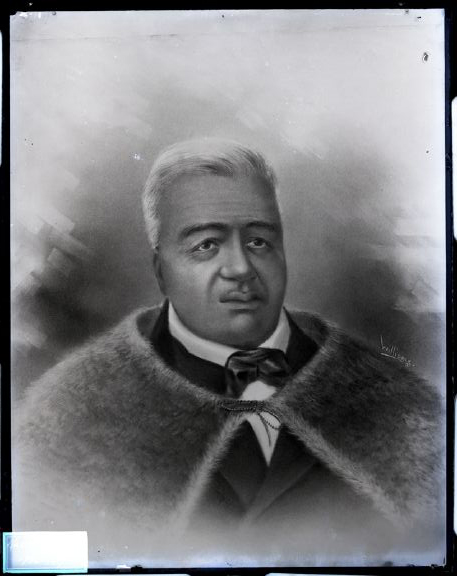
Le roi Kamehameha Ier.

Onze ou douze enfants sont nés de cette union, la plupart morts jeunes, à l'exception de trois qui sont le prince Liholiho, futur Kamehameha II (1797-1824), le prince Kauikeaouli, futur Kamehameha III (1813-1854) et la princesse Nāhiʻenaʻena (1815-1836).
À la mort de Kamehameha Ier en 1819, le fils aîné de Keōpūolani, Liholiho, monta sur le trône sous le nom de Kamehameha II. Pour la plupart, Keōpūolani est resté en dehors de la politique, mais a généralement soutenu l'action politique de l'ancienne épouse favorite de son mari, Kaʻahumanu, qui a servi comme Kuhina Nui (premier ministre) pendant le court règne de Kamehameha II. Contrairement aux autres veuves de Kamehameha Ier, Keōpūolani est la seule, en tant que mère de Kamehameha II, à porter le titre de reine mère.
En collaborant avec Kaʻahumanu, elle participe à la christianisation du royaume. À l'époque, il était interdit aux hommes de manger avec des femmes selon l'ancienne coutume hawaïenne. Comme le royaume est devenu protestant, cette coutume a été supprimée.
La rupture des anciennes coutumes traditionnelles intervient à un moment important pour les missionnaires venus en 1820. Keōpūolani a été parmi les premiers à se convertir au christianisme. Elle a adopté les vêtements occidentaux et a appris à lire et à écrire comme tous les autres membres de la famille royale.

### Mort

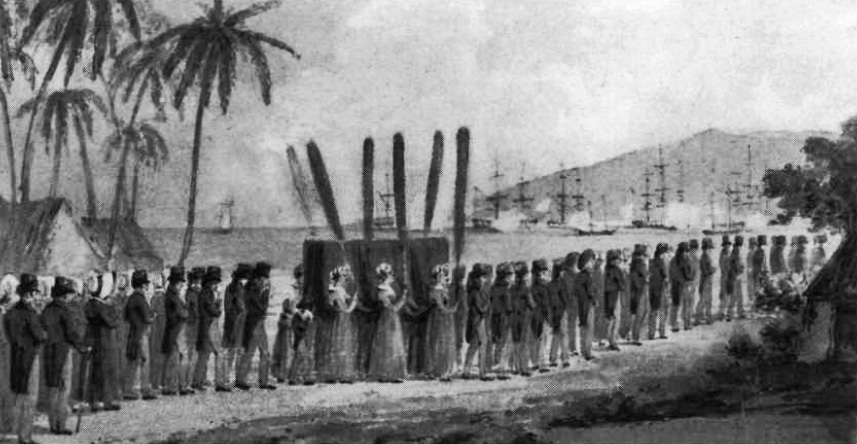
Funérailles de la reine Keōpūolani
(18 septembre 1823).

Malade, Keōpūolani voulait recevoir le baptême chrétien avant son décès. Les missionnaires de Lahaina, Charles Stewart et William Richards, sont convenus que cela serait approprié. Cependant, ils voulaient un porte-parole parlant couramment la langue hawaïenne afin que les implications de la cérémonie publique soient clairement comprises.
Le missionnaire anglais William Ellis est arrivé à ce moment-là, et la reine mère, mourante, a été reconnue comme membre de l'église. Le roi et tous les chefs rassemblés écoutèrent la déclaration d'Ellis sur les motifs pour lesquels le baptême était administré à la reine. Une heure après, en début de soirée du 16 septembre 1823, elle s'éteignit à l'âge d'environ 45 ans.
Le lendemain, les navires du port ont tiré leurs canons en guise de salut et un grand enterrement public a eu lieu le 18 septembre 1823. Elle a été enterrée dans une nouvelle tombe à Hale Kamani à Lahaina. En 1837, son deuxième fils, le roi Kamehameha III, a transféré son corps sur l'île sacrée de Moku'ula à Lahaina. Plus tard, ses restes sont transférés dans le Mausolée royal avec les nombreux autres membres de la famille royale.